# Colastes fragilis
Colastes fragilis är en stekelart som först beskrevs av Alexander Henry Haliday 1836.  Colastes fragilis ingår i släktet Colastes och familjen bracksteklar. Inga underarter finns listade i Catalogue of Life.